# Vlag van Missouri
De vlag van Missouri is een driekleur in de kleuren (vanaf boven) rood, wit en blauw; in het midden van de vlag staat het zegel van Missouri omringd door 24 sterren. De vlag werd ontworpen door Marie Elizabeth Watkins Oliver, de vrouw van senator R.B. Oliver. De officiële aanname vond plaats op 23 maart 1913 en sindsdien is de vlag onveranderd het symbool van Missouri gebleven.
De kleuren rood, wit en blauw zijn afkomstig van de vlag van Frankrijk en symboliseren de geschiedenis van het gebied als kolonie van Frankrijk. De 24 sterren symboliseren het feit dat Missouri als 24ste staat tot de Verenigde Staten van Amerika toetrad.